# Clay Paky
Clay Paky é um dos principais desenvolvedores mundiais de sistemas de iluminação profissional para o setor de entretenimento (teatro, televisão, concertos, discotecas e eventos ao ar livre) e para aplicações arquitetônicas. A empresa é baseada perto de Bergamo, aproximadamente 40 quilômetros de Milão, Itália. Opera de uma facilidade moderna que abriga seus laboratórios de P&D, planta principal da produção e controle de qualidade, vendas e departamentos da administração. Actualmente, a Clay Paky exporta 95% da sua produção através de uma organização global de vendas e serviços representada por uma rede de revendedores activa em mais de 80 países em todo o mundo.

## História de Clay Paky

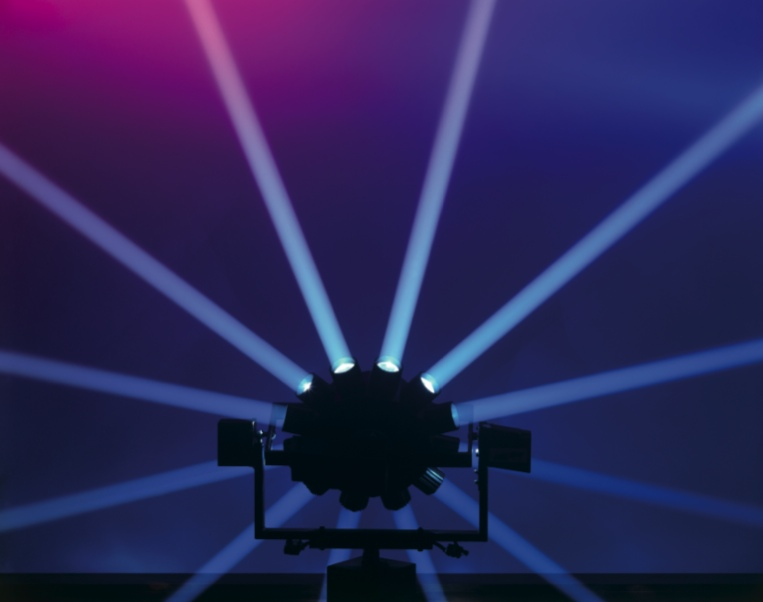
O astrodisco produzido pela Clay Paky, uma das luzes muito usada em discotecas nos anos 1980s.

A empresa Clay Paky foi fundada em agosto de 1976, tomando o nome da forma abreviada e anglicizada do nome do seu fundador, Pasquale (Paky) Quadri, um dos primeiros empresários a perceber que o desenvolvimento tecnológico da iluminação teria um enorme futuro, indústria do entretenimento e mundo do entretenimento.
Em 1982 Clay Paky apresentou o Astrodisco, que usou uma única lâmpada para projetar vários raios de luz colorida em tetos e pistas de dança. Cinco anos depois, lançou a Brilliant, uma cabeça movida digitalmente controlada e precursora de uma nova geração de projetores "inteligentes". Isso foi seguido em 1988 pelo Golden Scan programável, um projetor de espelho móvel e a primeira luminária para implementar tecnologia de motor de passo em vez de servo motores. Acreditado pela imprensa especializada como "o projetor mais popular e mais vendido do mundo", o Golden Scan tornou-se um efeito de iluminação comumente usado em clubes noturnos e concertos de rock durante o final dos anos 1980 e 1990. A banda de rock londrina Klaxons afirmou que o projetor foi a inspiração por trás de sua luz-tema, hit,  único Golden Skans.
Desde 2000, a Clay Paky também tem vindo a desenvolver a sua oferta para aplicações interiores e exteriores de arquitectura. Em 2002, transferiu a sua sede para um novo complexo industrial em Seriate (Bergamo), obtendo a certificação para o cumprimento da norma de qualidade UNI EN ISO 9001 nesse mesmo ano.
A Clay Paky registou um crescimento constante, registando receitas superiores a 50 milhões de euros em 2011, mais de 50% em relação a 2010 (33 milhões de euros). Tem uma força de trabalho de quase 200 pessoas.
Em 2014, o fundador da Clay Paky, Pasquale Quadri, morreu e a empresa foi adquirida pela Osram.

## Prêmios
Nas últimas duas décadas, a dedicação de Clay Paky à inovação foi reconhecida com mais de quarenta prêmios internacionais.
| Ano              | Prêmio                                                                      | Nome do prêmio                      | Produto indicado               |
| ---------------- | --------------------------------------------------------------------------- | ----------------------------------- | ------------------------------ |
| 2015             | "Indispensable Technology"                                                  | Parnelli Awards                     | Product: Mythos                |
| 2015             | "Best Debuting Lighting Product"                                            | LDI Awards                          | Product: Spheriscan            |
| 2015             | "Lighting Product of the Year"                                              | Live Design Awards                  | Product: Mythos                |
| 2014             | "Indispensable Technology"                                                  | Parnelli Awards                     | Product: A.leda B-EYE          |
| 2014             | "Best Debuting Lighting Product - Honourable Mention"                       | LDI Awards                          | Product: Mythos                |
| 2014             | "Award for Innovation"                                                      | Plasa Awards                        | Product: Mythos                |
| 2014             | "Best Lighting Product"                                                     | PIPA Awards                         | Product: A.leda B-EYE          |
| 2013             | "Best Debuting Lighting Product"                                            | LDI Awards                          | Product: A.leda B-EYE          |
| 2013             | "Award for Innovation"                                                      | Plasa Awards                        | Product: A.leda B-EYE          |
| 2012             | "Best Debuting Lighting Product"                                            | LDI Awards                          | Product: Sharpy Wash           |
| 2012             | "Lighting Product of the Year"                                              | Live Design Awards                  | Product: Shotlight Wash        |
| 2011             | "Empresa de iluminación del año"                                            | Premios Producciόn Audio            | Clay Paky                      |
| 2011             | "Most Creative Use of Lighting"                                             | LDI Awards                          | Clay Paky stand at LDI 2011    |
| 2011             | "Best Debuting Lighting Product"                                            | LDI Awards                          | Product: Alpha Spot 800 QWO    |
| 2011             | "Indispensable Technology"                                                  | Parnelli Awards                     | Product: Sharpy                |
| 2011             | Plasa "Rock Our World Awards"                                               | Plasa "Rock Our World Awards"       | Product: Sharpy                |
| 2011             | "Lighting Product of the Year"                                              | Live Design Broadway Master Classes | Product: Sharpy                |
| 2010             | "Best Debuting Lighting Product" - Honourable Mention                       | LDI Awards                          | Product: Sharpy                |
| 2010             | "Award for Innovation"                                                      | Plasa Awards                        | Product: Sharpy                |
| 2010             | "Award for Innovation" - Special Commendation                               | Plasa Awards                        | Product: ALPHA PROFILE 700     |
| 2010             | "Important contribution to the development of the club industry"            | Ciribelli Awards                    | Clay Paky                      |
| 2008             | “Award for Innovation” PLASA                                                |                                     | Product: ALPHA BEAM 300        |
| 2002             | “New Lighting Product” LIVE AWARDS                                          |                                     | Product: Stage Profile Plus SV |
| 2001             | “Design Excellence” PLASA                                                   |                                     | Product: CP Color              |
| 1999             | “New Product of the Year” BEDA                                              |                                     | Product: Stage Line            |
| 1999             | “New Lighting Fixture of the Year” LIVE AWARDS                              |                                     | Product: Stage Line            |
| 1999             | “Club Lighting Effects of the Year” ETA                                     |                                     | Product: Stage Line            |
| 1999             | “Budget Lighting Effect of the Year” ETA                                    |                                     | Product: Stage Color 300       |
| 1998             | “Al Miglior Concerto” TELEGATTO TV Sorrisi & Canzoni                        |                                     | Company: Clay Paky & Pooh      |
| 1998             | “The Art and Technology of Show Business” EDDY AWARD                        |                                     | Product: Stage Line            |
| 1998             | “Luminaire of the Year” EN TECH                                             |                                     | Product: Mini Scan HPE         |
| 1998             | “Innovative Lighting Product of the Year” ETA                               |                                     | Product: Stage Line            |
| 1997             | “Club Lighting Effect of the Year” ETA Disco International                  |                                     | Product: Golden Scan HPE       |
| 1997             | “Lighting Product of the Year Entertainment: Most Promising Prototype” LDI. |                                     | Product: Stage Line            |
| 1997             | Honourable Mention : “Best Big Booth” LDI                                   |                                     | Company: Clay Paky             |
| 1997             | “Light Product of the Year” TCI                                             |                                     | Product: VIP 300               |
| 1997             | ”Award for Product Excellence” PLASA                                        |                                     | Product: Stage Scan            |
| 1996             | “Best Light Show of the Year” LIGHTING DIMENSION                            |                                     | Product: CP SHOW               |
| 1996             | “New Lighting Product of the Year” LIVE AWARDS                              |                                     | Product: Golden Scan HPE       |
| 1994, 1996       | “Full Sized Moving Light” EN TECH                                           |                                     | Product:Golden Scan 3          |
| 1993, 1995, 1996 | “Light Product of the Year” BEDA                                            |                                     | Product: Golden Scan 3         |
| 1995             | “Innovative Light Effect” DISCO INTERNATIONAL                               |                                     | Product: Golden Scan HPE       |
| 1995             | “Lighting Effect” DISCO INTERNATIONAL                                       |                                     | Product: Golden Scan 3         |
| 1995             | “European Company” LIVE AWARDS                                              |                                     | Company: Clay Paky             |
| 1994             | “Club Lighting Effect” DISCO & CLUB                                         |                                     | Product: Golden Scan 3         |
| 1994             | “Automated Luminaire” LIVE AWARDS                                           |                                     | Product: Golden Scan 3         |
| 1993             | “Club Lighting Product” DISCO & CLUB                                        |                                     | Product: Golden Scan 3         |
| 1992             | “Manufacturer of the Year” DISCO & CLUB                                     |                                     | Company: CLAY PAKY             |
| 1992             | “Lighting Award” BEDA                                                       |                                     | Product: Golden Scan 2         |
| 1990, 1991       | “Lighting Effect” DISCO & CLUB                                              |                                     | Product: Golden Scan 2         |